# Frauenkirche (Dresda)
La Frauenkirche (in italiano chiesa di Nostra Signora) è un edificio di culto luterano e uno dei simboli della città di Dresda, in Germania.

## Storia e descrizione

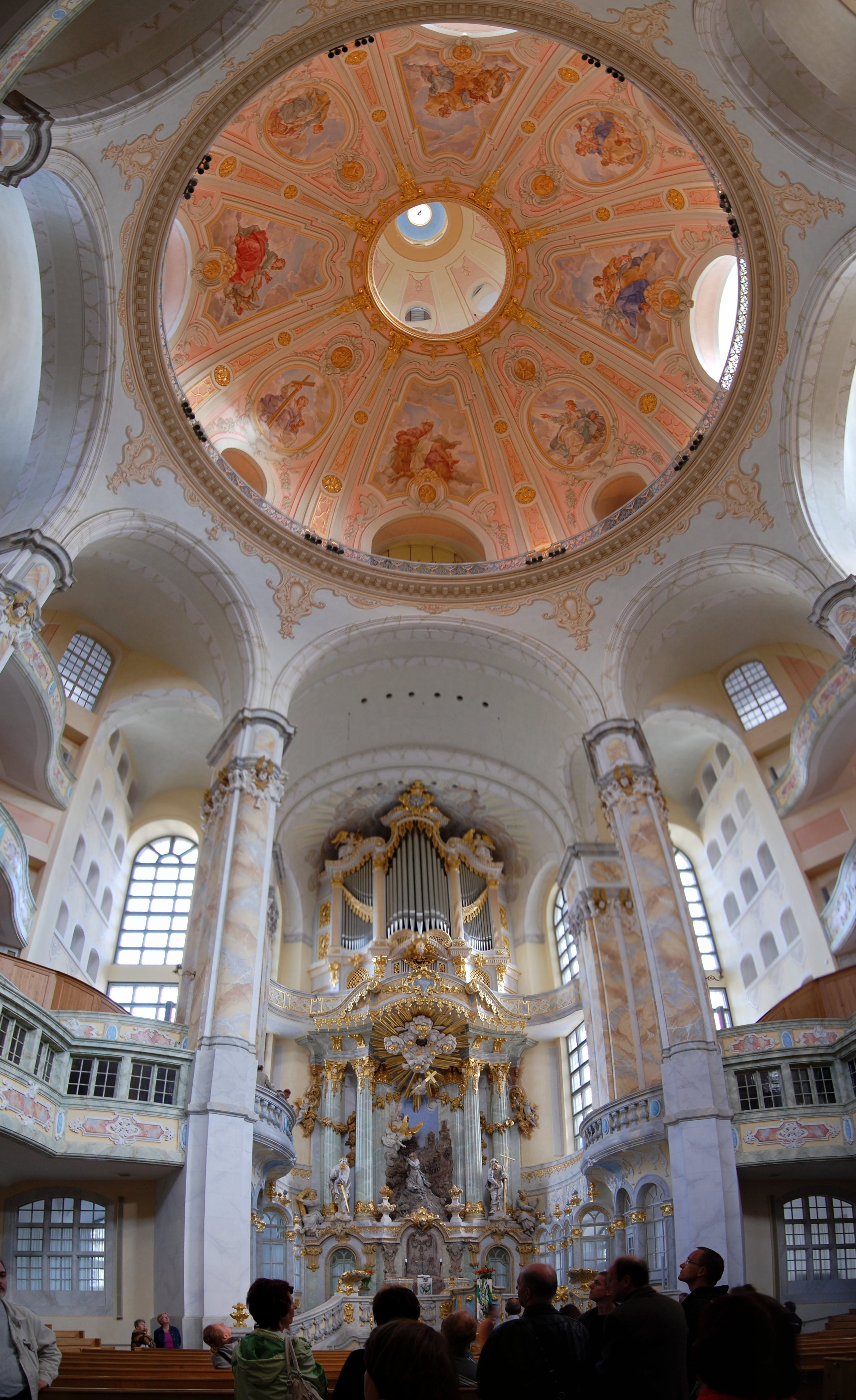
Veduta generale dell'interno.

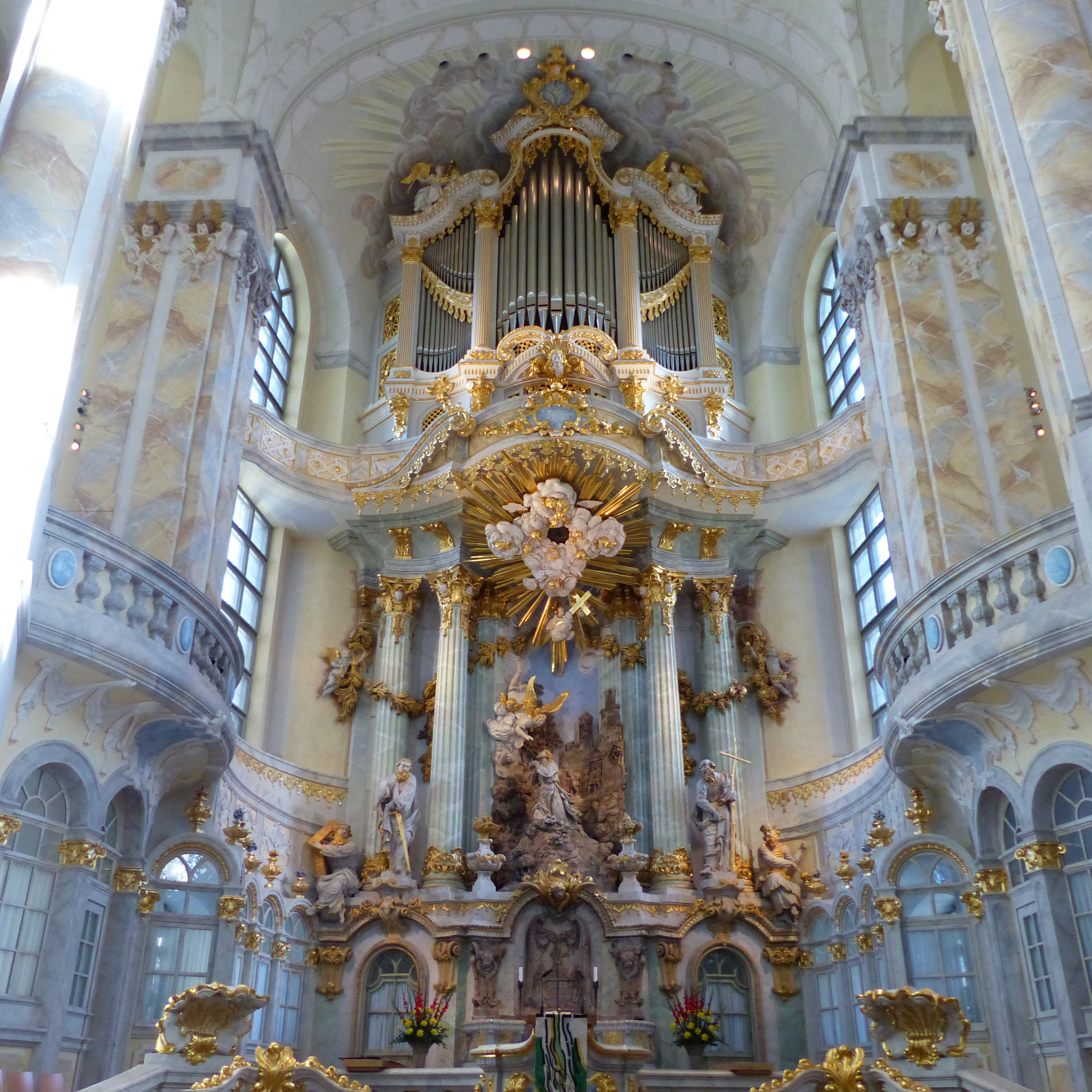
L'altar maggiore con l'organo.

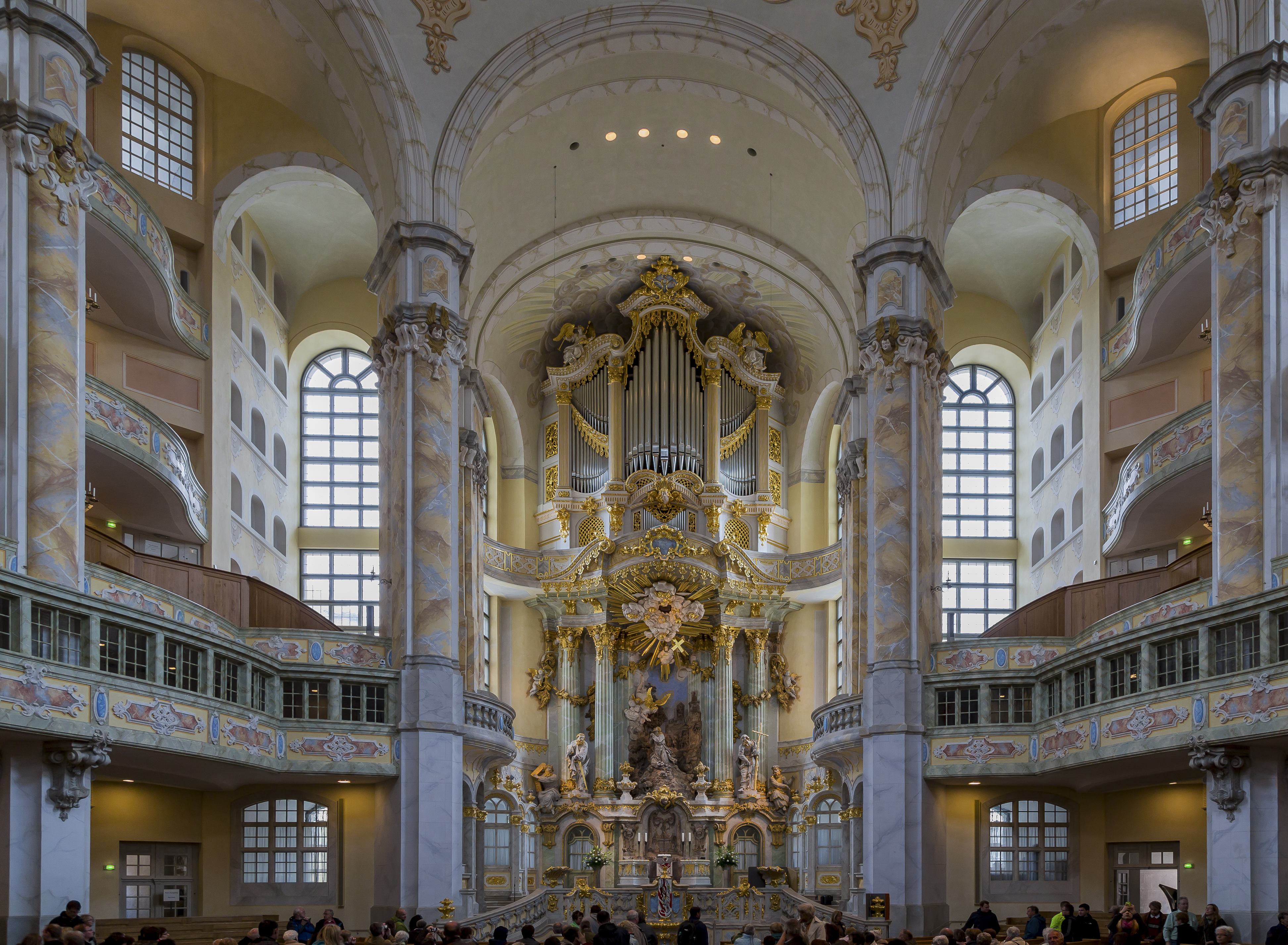
L'interno.

Fu progettata dall'architetto George Bähr e costruita fra il 1726 ed il 1743. L'edificio è ispirato all'architettura ed alle cupole delle chiese barocche italiane del tempo. La cupola è alta 91 metri e presenta 23 metri di diametro. L'altare maggiore fu realizzato dallo scultore Johann Christian Feige. Fra i più importanti simboli della capitale della Sassonia, è considerata la più bella chiesa luterana della Germania. Dopo la morte del progettista nel 1738, la costruzione venne portata a termine a cura dell'architetto Johann George Schmidt. La cupola in pietra, per la sua slanciata forma venne soprannominata "Die Steinerne Glocke", ossia la "Campana di Pietra". La lanterna della cupola fu realizzata da Johann Gottfried Fehre, mentre gli affreschi da Giovanni Battista Grone nel 1743.
Il 13 febbraio 1945, durante il brutale bombardamento britannico della RAF, la chiesa non venne colpita direttamente dalle bombe. Prima della guerra gli ampi finestroni erano stati murati per preservare l'interno; tuttavia, su un lato ne vennero lasciati aperti alcuni. La tempesta di fuoco che devastava la città spinse il fuoco anche all'interno della chiesa. Bruciarono le balconate e tutti gli arredamenti in legno. La chiesa tuttavia rimase in piedi ancora per due giorni; poi, a seguito del calare della temperatura (che era arrivata a oltre 1000 °C), per effetto del raffreddamento della pietra arenaria (e del mutamento della sua natura, divenuta spugnosa per l'alta temperatura), uno degli otto piloni che sorreggevano la cupola si spostò: questa, venendo a mancare l'appoggio, crollò su se stessa trascinando tutto l'edificio, che rimase allo stato di rudere per 45 anni.
Si dovette attendere fino al 1990, dopo la riunificazione tedesca, per un'evoluzione della situazione, che arrivò con l'appello di Dresda (Ruf aus Dresden) del 13 febbraio, in occasione del 45º anniversario della distruzione della città.
L'iniziativa, partita dai cittadini sotto l'iniziativa del musicista Ludwig Güttler, cominciò con 14 membri che dopo l'appello crebbero a 5000 in più di venti paesi nel 1991 (Dresden Trust in Gran Bretagna, Friends of Dresden, Inc. negli Stati Uniti, Association reconstruction de la Frauenkirche à Dresde in Francia). Con esposizioni e concerti, donazioni private e sovvenzioni il progetto di restauro riuscì a partire e venne così fondata la Stiftung Frauenkirche Dresden, con il patrocinio del land della Sassonia e della Chiesa evangelica. I lavori sono costati circa 125 milioni di euro.
La prima fase del restauro, fino al 1994, consistette nello sgombero delle macerie. Nel 1996 era completata la ricostruzione della volta della cripta, nel 2002 tutti i lavori di assemblaggio, effettuati per lo più con materiali originali puntualmente repertoriati, per rendere all'edificio l'aspetto originario. Tutti gli elementi, anche le pitture murali irrimediabilmente perdute, sono il più possibile fedeli all'originale, grazie alle documentazioni d'epoca. Da notare è poi la croce dorata che sovrasta la cupola, finanziata dai britannici in segno di riconciliazione.
La chiesa, terminata, è stata consacrata il 30 ottobre 2005 per essere completamente visibile ai turisti nel 2006, in occasione dell'800º anniversario della città. Questo edificio, anche secondo le intenzioni del governo tedesco, assume così la funzione di simbolo di pace e riconciliazione fra i popoli.

## Galleria d'immagini

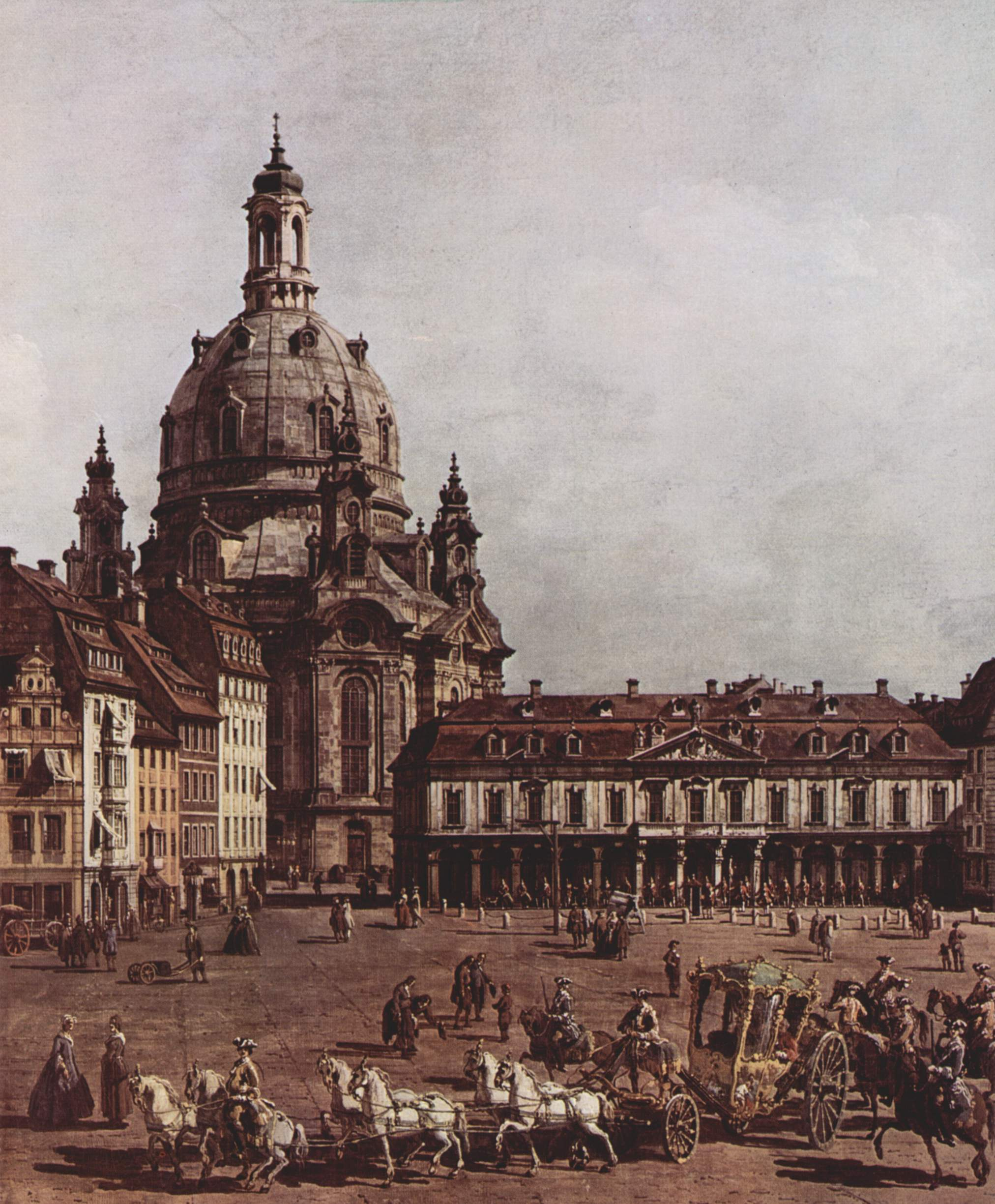
La Frauenkirche in una visione della capitale sassone di Bernardo Bellotto
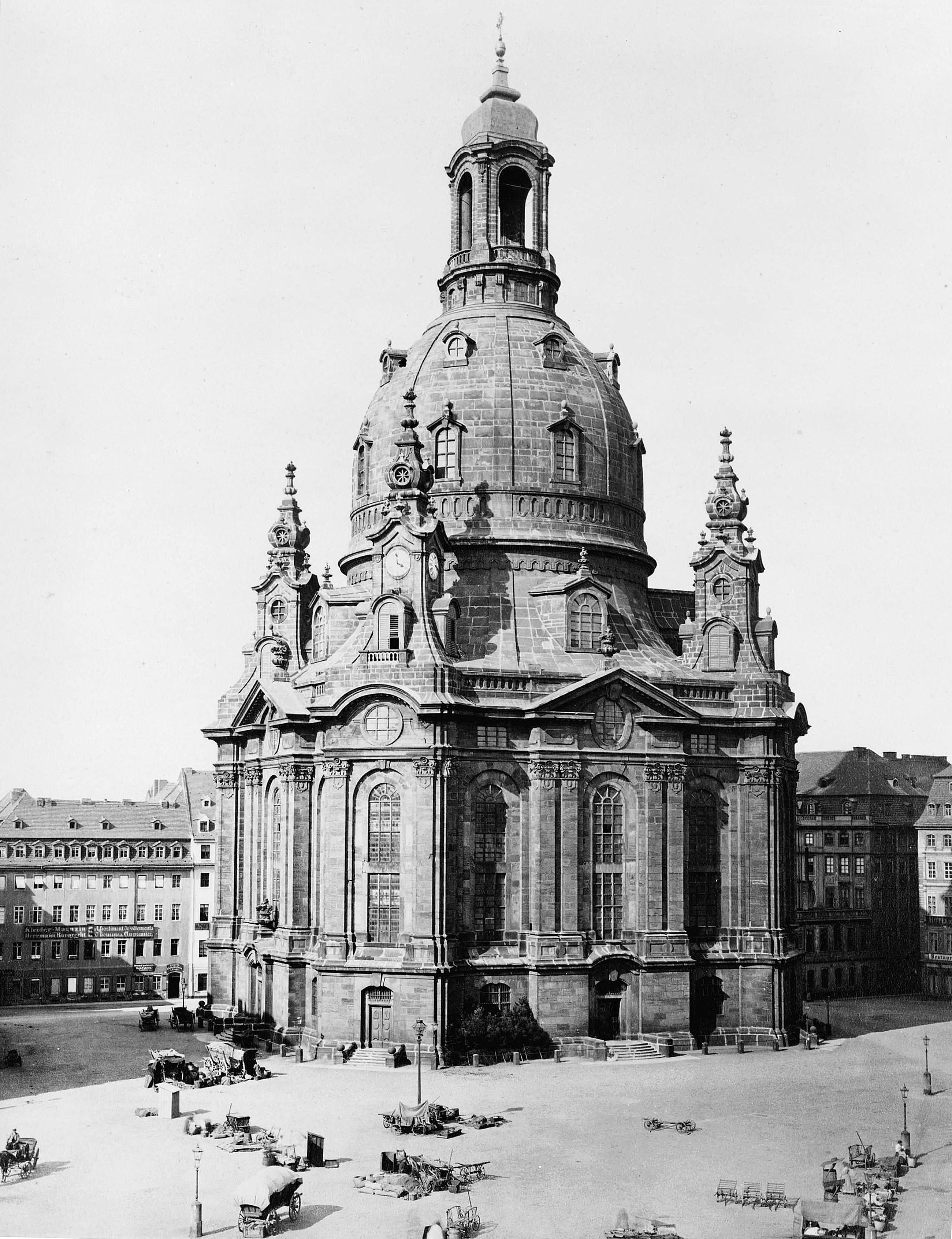
La Frauenkirche nel 1880
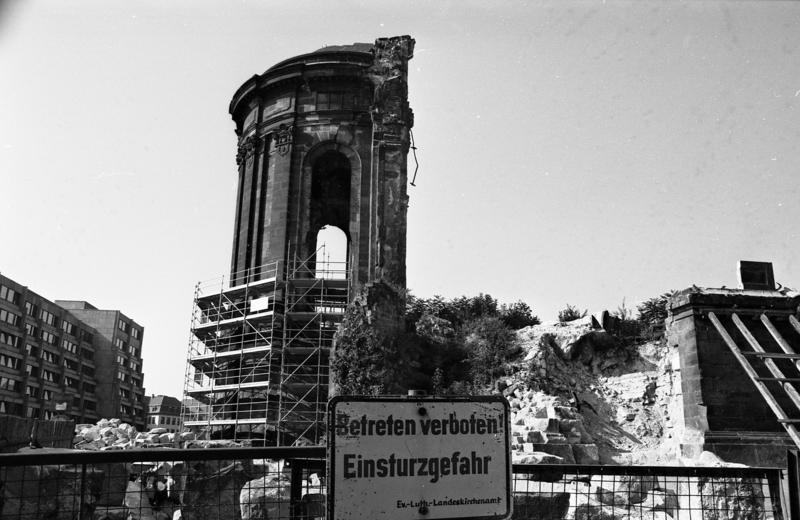
Rovine con impalcature nel 1991
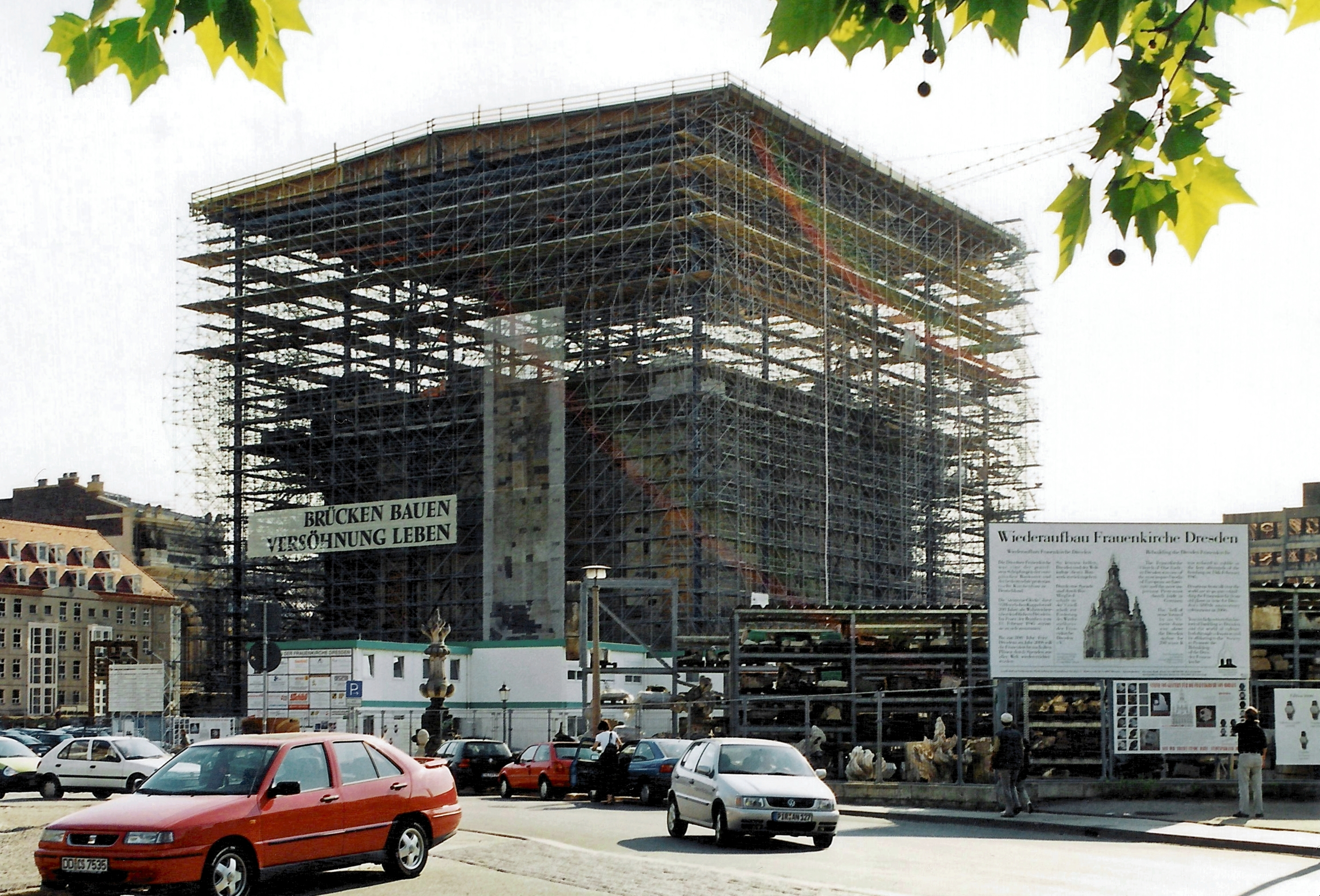
Impalcature nel 2000
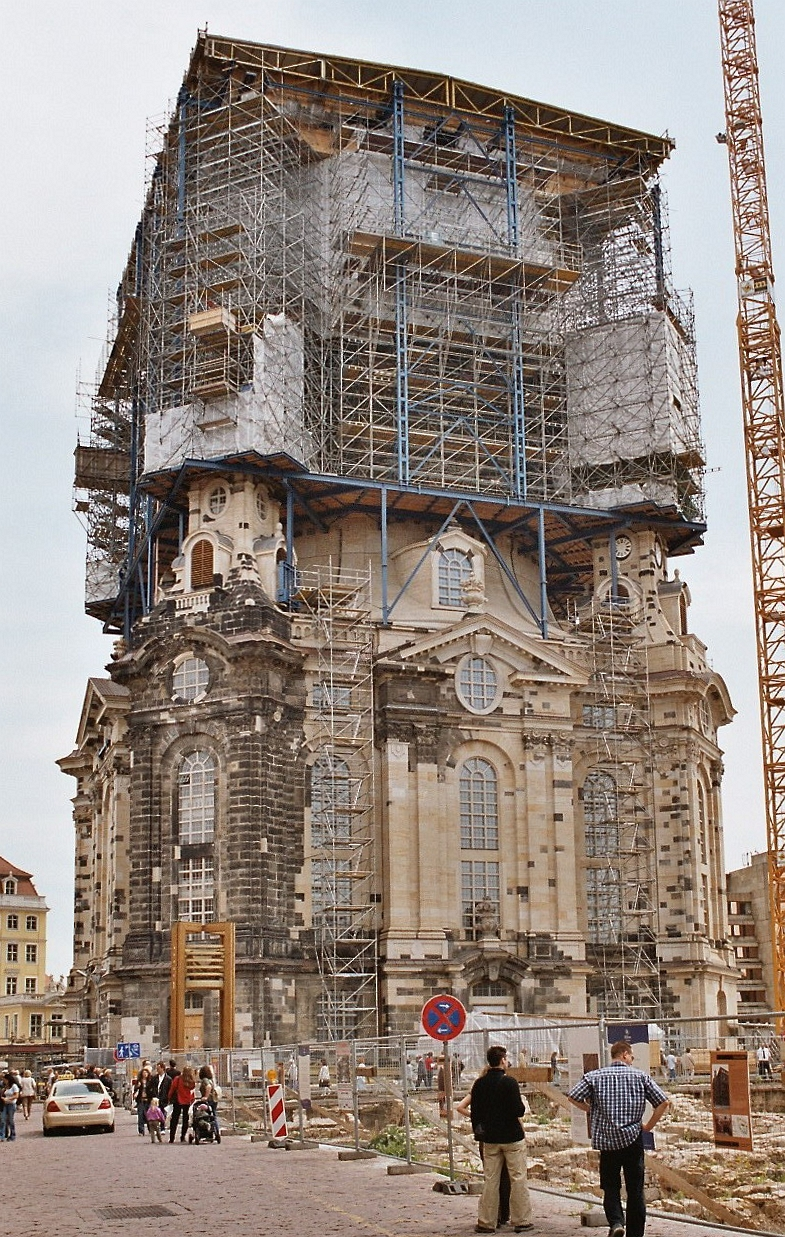
Cantiere nel maggio 2003
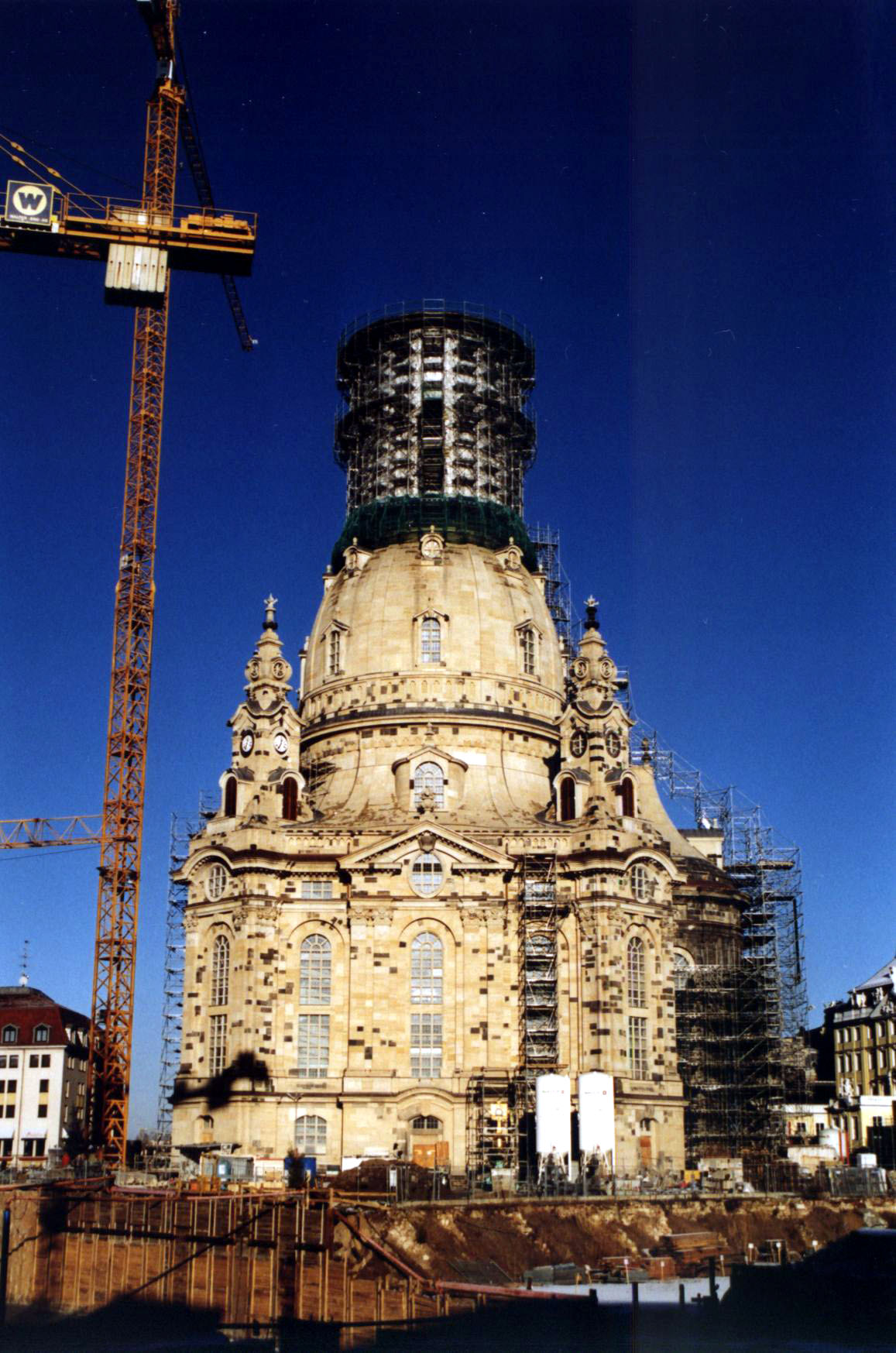
La chiesa nel dicembre 2003
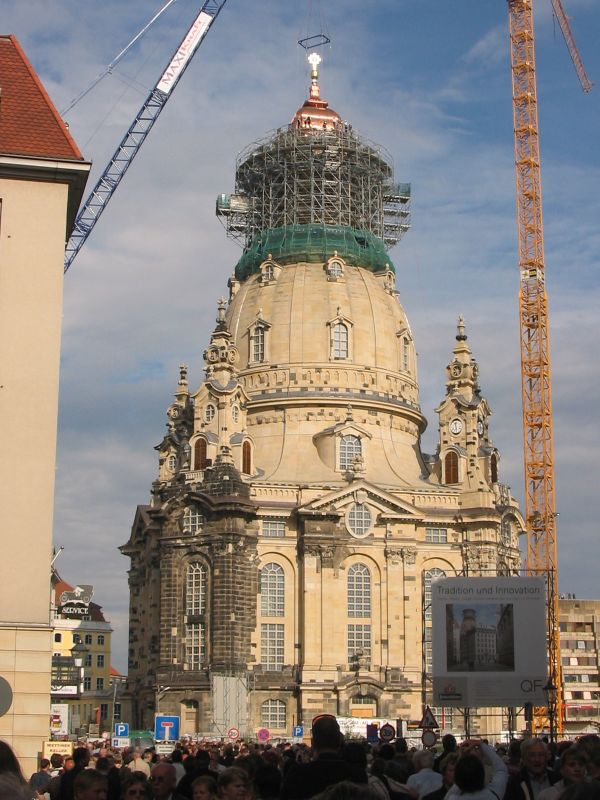
22 giugno 2004: le impalcature sulla cupola
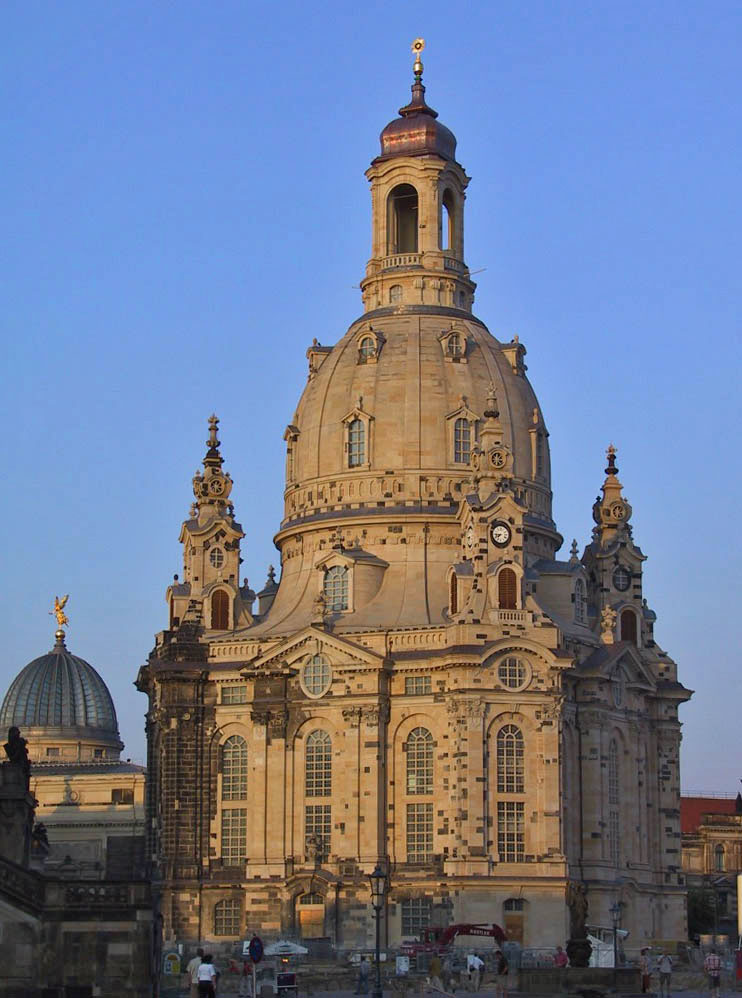
5 agosto 2004: l'esterno completato
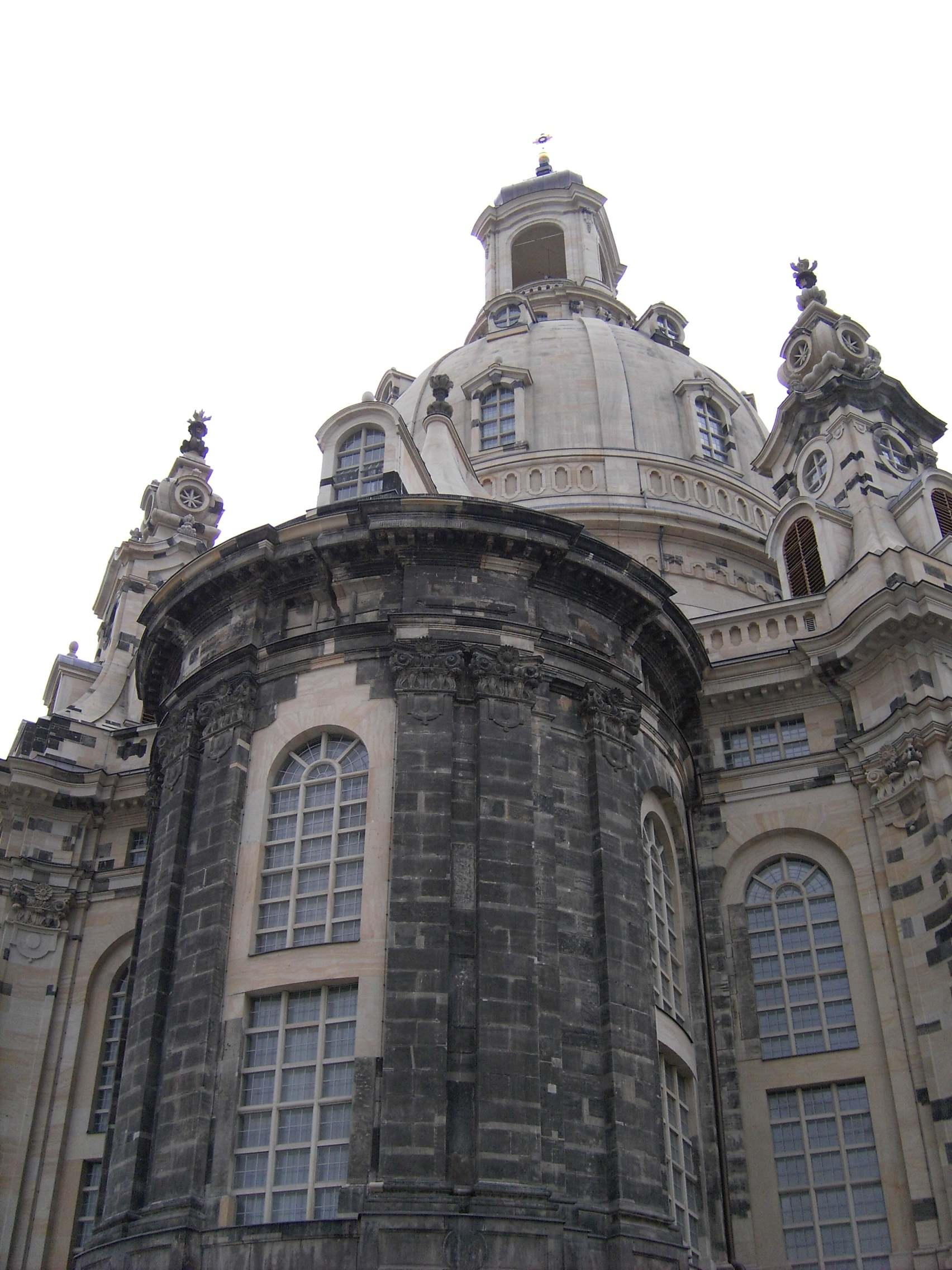
I diversi materiali, originari e recuperati, convivono nella costruzione